# Émetteur très basse fréquence DHO38
L’émetteur très basse fréquence DHO38 est un émetteur VLF utilisé par la marine allemande près de Rhauderfehn, dans le Saterland, en Allemagne. Il est utilisé pour transmettre des ordres codés aux sous-marins de la marine allemande et aux marines d’autres pays de l’OTAN.
DHO38 est opérationnel depuis 1982, émettant sur la fréquence 23,4 kHz avec une puissance pouvant atteindre 800 kilowatts. DHO38 utilise une antenne parapluie qui est maintenue par 8 mâts en tube d'acier d'une hauteur de 352,8 mètres. Chaque pylône repose sur des cylindres en céramique de 3 mètres de hauteur qui servent d'isolants pour des tensions allant jusqu'à 300 kV. Les mâts sont équipés d'amortisseurs d'oscillation cylindriques pour une meilleure protection contre les tempêtes. L'émetteur est capable de transmettre des signaux aux sous-marins du monde entier à des profondeurs d'environ 30 mètres.